# Хикори Вали (Тенеси)
Хикори Вали (енгл. Hickory Valley) град је у америчкој савезној држави Тенеси.

## Демографија
По попису из 2010. године број становника је 99, што је 37 (-27,2%) становника мање него 2000. године.
| Група             | 2000.       | 2010.      |
| Белци             | 113 (83,1%) | 90 (90,9%) |
| Афроамериканци    | 23 (16,9%)  | 6 (6,1%)   |
| Азијати           | 0 (0,0%)    | 0 (0,0%)   |
| Хиспаноамериканци | 0 (0,0%)    | 1 (1,0%)   |
| Укупно            | 136         | 99         |